# Thecla chaluma
Thecla chaluma är en fjärilsart som beskrevs av William Schaus 1902. Thecla chaluma ingår i släktet Thecla och familjen juvelvingar. Inga underarter finns listade i Catalogue of Life.